# Johnson megye (Kentucky)
Johnson megye az Amerikai Egyesült Államokban, azon belül Kentucky államban található. Megyeszékhelye és legnagyobb városa Paintsville. Lakosainak száma 22 680 fő (2020. április 1.). Johnson megye Lawrence, Martin, Floyd, Magoffin és Morgan megyékkel határos.

## Népesség
A megye népességének változása:
| Lakosok száma | 23 387 | 23 422 | 23 406 | 23 449 | 23 175 | 22 680 |
|               | 2010   | 2011   | 2012   | 2013   | 2015   | 2020   |